# Midway, Florida
Midway är en ort (CDP) i Santa Rosa County, i delstaten Florida, USA. Enligt United States Census Bureau har orten en folkmängd på 16 115 invånare (2010) och en landarea på 31,1 km².